# Municipio Manuel Benavides
Koordinaten: 29° 6′ N, 103° 54′ W
Manuel Benavides ist ein Municipio im mexikanischen Bundesstaat Chihuahua. Das Municipio hat eine Fläche von 5032,2 km²; mit 1601 Einwohnern ist Manuel Benavides das Municipio mit der zweitkleinsten Bevölkerung im Bundesstaat. Verwaltungssitz und größter Ort im Municipio ist das gleichnamige Manuel Benavides.

## Geographie
Das Municipio Manuel Benavides liegt im äußersten Osten des Bundesstaats Chihuahua auf einer Höhe zwischen 600 m und 2400 m. Es zählt zur Gänze zur physiographischen Provinz der Sierras y Llanuras del Norte. 95 % der Gemeindefläche liegen im Einzugsgebiet des Río Bravo del Norte und entwässert damit in den Golf von Mexiko, der Rest entwässert ins endorheische Becken von Mapimí. Die Geologie des Municipios wird von rhyolithischen Tuffen (40 %) und Alluvionen (31 %) dominiert bei 24 % Sedimentgestein; vorherrschende Bodentypen im Municipio sind der Leptosol (47 %) und Calcisol (41 %). Beinahe drei Viertel des Municipios werden von Gestrüpplandschaft eingenommen, etwa 25 % dienen als Weideland.
Das Municipio ist umgeben von den Municipios Ojinaga und Camargo, dem mexikanischen Bundesstaat Coahuila und dem US-Bundesstaat Texas.

## Bevölkerung
Beim Zensus 2010 wurden im Municipio 1601 Menschen in 496 Wohneinheiten gezählt. Davon wurden 23 Personen als Sprecher einer indigenen Sprache registriert, davon 22 Sprecher der Tarahumara-Sprache. Etwa 6,2 % der Bevölkerung waren Analphabeten. 600 Einwohner wurden als Erwerbspersonen registriert, wovon ca. 86 % Männer bzw. knapp 7 % arbeitslos waren. 25,5 % der Bevölkerung lebten in extremer Armut.

## Orte
Das Municipio Manuel Benavides umfasst 70 bewohnte localidades, von denen lediglich der Hauptort vom INEGI als urban klassifiziert ist. Vier Orte wiesen beim Zensus 2010 eine Einwohnerzahl von über 50 auf:
| Ort                               | Einwohner |
| Manuel Benavides                  | 916       |
| Álamos de San Antonio             | 131       |
| Paso de San Antonio (La Hacienda) | 081       |
| Nuevo Lajitas                     | 065       |

## Geschichte
Im 17. Jahrhundert wurde die Region um Manuel Benavides von Apachen-Indianern bewohnt. 1773 wurde das Militärgefängnis San Carlos de Cerro Gordo am heutigen Ort des Municipios gegründet. Zum Municipio erhoben wurde Manuel Benavides im Dezember 1937.